# Rachel Caine
Rachel Caine (leghíresebb álneve Roxanne Conrad) (White Sands, Új-Mexikó, 1962. április 27. – 2020. november 1.) amerikai írónő.

## Életpályája
Rakétakilövő-állomás mellett született, ahol édesapja adta hangját a kilövések előtti visszaszámláláshoz, édesanyja pedig a tudósoknak dolgozott. A tudomány közelsége megtette hatását, Roxanne egy életre elkötelezte magát a science fiction és a fantasy mellett.
Nem volt mindig biztos abban, hogy író lesz belőle, mitöbb, végül felfelé ívelő komolyzenei karriert hagyott ott, hogy igazi szenvedélyével, az írással foglalkozhasson. Első regénye 1991-ben jelent meg. Jelenleg harminc kötet szerzője, köztük a Morganville-i vámpírok-sorozaté, ami jelen pillanatban kilenc résznél tart, a tizedik előreláthatólag 2011-ben jelenik meg Bite Club címmel.
Roxanne férjével és két iguánájával egy Tudor-kori házban él, amelynek igazi tornya is van – ebben van a dolgozószoba és a nélkülözhetetlen kávéfőző. Szüntelenül dolgozik, a Morganville-i vámpírok-sorozata mellett az Outcast Season- és Weather Warden-kötetek is új epizódokkal bővülnek a közeljövőben.

## Regényei

### Morganville-i vámpírok-sorozat
- Glass Houses (2006)
- The Dead Girls' Dance (2007)
- Midnight Alley (2007)
- Feast of Fools (2008)
- Lord of Misrule (2009)
- Carpe Corpus (2009)
- Fade Out (2009)
- Kiss of Death (2010)
- Ghost Town (2010)
- Bite Club (2011)
- Last Breath (2011)
- Black Dawn (2012)
- Bitter Blood (2012)
- Fall of Night (2013)
- Daylighters (2013)

### Weather Warden-sorozat
- Ill Wind (2003)
- Heat Stroke (2004)
- Chill Factor (2005)
- Windfall (2005)
- Firestorm (2006)
- Thin Air (2007)
- Gale Force (2008)
- Cape Storm (2009)
- Total Eclipse (2010)
- Red Hot Rain (2015)

### Red Letter Days-sorozat
- Devil's Bargain (2005)
- Devil's Due (2006)

### Athena Force-sorozat
- Line of Sight (2007)

### Outcast Season-sorozat
- Undone (2009)
- Unknown (2010)
- Unseen (2011)
- Unbroken (2012)

## Magyarul megjelent művei
- Az üvegház. A Morganville-i vámpírok; ford. Totth Benedek; Agave Könyvek, Bp., 2010 ISBN 978-963-9868-70-0)
- Élőhalottak bálja. A Morganville-i vámpírok II.; ford. Totth Benedek; Agave Könyvek, Bp., 2011 ISBN 978-615-5049-18-7)
- Nincs menekvés (Stillhouse lake); ford. Andó Gabriella; Könyvmolyképző, Szeged, 2019 (Kristály pöttyös könyvek)
- Végső leszámolás. Stillhouse lake 2.; ford. Andó Gabriella; Könyvmolyképző, Szeged, 2021 (Kristály pöttyös könyvek)